# A Fisherman's Tale
A Fisherman's Tale là một game thực tế ảo do hãng InnerspaceVR phát triển và được Vertigo Games phát hành vào năm 2019. Game lấy bối cảnh thế giới đệ quy cho người chơi điều khiển một người đánh cá trong ngọn hải đăng. Trò chơi được phát hành trên Microsoft Windows và PlayStation 4 vào ngày 22 tháng 1 năm 2019, với bản port Oculus Quest được phát hành vào năm 2020.

## Lối chơi
Người chơi sẽ đóng vai một con rối bị nhốt trong một ngọn hải đăng đệ quy. Bên dưới người chơi là mô hình của ngọn hải đăng, với một con rối khác phản chiếu hành động của người chơi ở một quy mô khác. Nếu người chơi mở cửa sổ thì dễ dàng nhìn thấy ngọn hải đăng lớn hơn với một con rối lớn hơn nằm phía trên. Người chơi có thể lượm những món đồ từ ngọn hải đăng lớn hơn hoặc nhỏ hơn và chuyển chúng vào của chúng để giải các câu đố. Trò chơi có bốn cấp độ, mỗi cấp độ cho phép người chơi khám phá một khu vực khác nhau của ngọn hải đăng. Người chơi có thể duỗi tay để lấy các đồ vật ngoài tầm với của mình. Nhà dẫn chuyện trong game có thể đưa ra gợi ý tùy thuộc vào việc người chơi có bật chúng trong phần thiếp lập tùy chỉnh hay không.